# 梅田俊明
梅田 俊明（うめだ としあき、1961年5月18日-）は、日本の指揮者。

## 人物・来歴
東京都出身。
指揮を小澤征爾、秋山和慶、尾高忠明、コントラバスを小野崎充、ピアノと室内楽を三善晃に師事する。桐朋学園在学中にはN響で鍵盤楽器を担当していろいろな指揮に親しむ。その後1986年にウィーン国立音楽大学の聴講生としてオトマール・スイトナークラスに出席し、同時にウィーン楽友協会の練習に通い指揮の研鑽を積む。1988年に帰国し仙台の外山雄三の下で更に実地の研鑽を積む。
現在は、NHK交響楽団、読売日本交響楽団、東京都交響楽団、新日本フィルハーモニー交響楽団、札幌交響楽団など、さまざまな主要オーケストラに客演している。06年には大ブームとなったドラマ「のだめカンタービレ」に、指揮指導及び演奏で参加し注目を集めた他、レコーディングにも参加。96年1月には南西ドイツ・フィルハーモニー交響楽団とスロヴァキア・フィルハーモニー管弦楽団の定期演奏会に出演、いずれも好評を博した。

### 略歴
- 開成高校を卒業。
- 桐朋学園大学を卒業。
- 1989年 - 1992年 大阪センチュリー交響楽団 指揮者
- 1992年 - 1992年 神奈川フィルハーモニー管弦楽団 指揮者
- 1990年 - 2000年 仙台フィルハーモニー管弦楽団 指揮者
- 2000年 - 2006年 仙台フィルハーモニー管弦楽団 常任指揮者

仙台フィルハーモニー管弦楽団とはCDも制作した。